# یواس‌اس والتون (دی‌ئی-۳۶۱)
یواس‌اس والتون (دی‌ئی-۳۶۱) (به انگلیسی: USS Walton (DE-361)) یک کشتی بود که طول آن ۳۰۶ فوت (۹۳ متر) بود. این کشتی در سال ۱۹۴۴ ساخته شد.